# Alberto Iñurrategi
Alberto Iñurrategi Iriarte (Aretxabaleta, 3 novembre 1968) è un alpinista spagnolo di origini basche. È stato il quarto alpinista al mondo e il secondo spagnolo dopo Juanito Oiarzabal ad aver scalato tutti i quattordici ottomila senza l'uso di ossigeno supplementare.
Solito scalare in stile alpino, senza l'uso di sherpa, con equipaggiamento leggero e senza ossigeno supplementare, ha conquistato i primi dodici ottomila in compagnia del fratello Felix Iñurrategi, deceduto nel 2000 durante la discesa dal Gasherbrum II. Ha inoltre aperto una nuova via sul K2.
Ha completato le quattordici scalate all'età di 33 anni, divenendo il più giovane alpinista nella storia ad aver compiuto tale impresa (il record è stato poi superato da Chhang Sherpa nel 2013). È stato autore di vari documentari sull'alpinismo come Annapurna, Gura Himalaya e Hire Himalaya, girato in memoria del fratello e vincitore del Kendal Mountain Film Festival. È l'unico alpinista ad aver scalato l'intero gruppo del Gasherbrum: Gasherbrum I, Gasherbrum II, Gasherbrum III e Gasherbrum IV.

## Lista di ottomila
- 30 settembre 1991: Makalu (8485 m)[6]
- 25 settembre 1992: Everest (8848 m)[7]
- 24 giugno 1994: K2 (8611 m)[8]
- 11 settembre 1995: Cho Oyu (8188 m)[6]
- 27 settembre 1995: Lhotse (8516 m)[6]
- 6 maggio 1996: Kangchenjunga (8586 m)[9]
- 11 ottobre 1996: Shishapangma (8027 m)[10]
- 13 luglio 1997: Broad Peak (8051 m)[6]
- 23 maggio 1998: Dhaulagiri I (8167 m)[6]
- 29 luglio 1999: Nanga Parbat (8125 m)[11]
- 25 aprile 2000: Manaslu (8163 m)[6]
- 28 luglio 2000: Gasherbrum II (8034 m)[6]
- 8 luglio 2001: Hidden Peak (8080 m)[12]
- 16 maggio 2002: Annapurna I (8091 m)[6]